# Герасим (Ионин)
Герасим Ионин (ум. после 1816) — священнослужитель Русской православной церкви, архимандрит, настоятель Соловецкого монастыря.
Согласно РБСП, был назначен Соловецким архимандритом в 1793 году из наместников Александро-Невского монастыря. По другим данным, по указу Святейшего синода был в этом году посвящён митрополитом Гавриилом (Петровым) в настоятели Соловецкого монастыря из Клопского Свято-Троицкого монастыря Новгородской епархии.
Он показал себя ревнителем «полезнейшего и спасительного устава общежития» и исходатайствовал у Синода указ об отмене раздела между монахами остатков от годовых доходов и о возобновлении общежития «на основании преданий святых отец и преподобного игумена Зосимы Чудотворца».
В 1796 году Герасим по болезни был уволен на покой с пенсией в 150 pублей сначала в Коренную, а затем в Софрониеву пустынь Курской епархии. В Софрониевой пустыни он прожил более 20 лет и умер в глубокой старости.